# خانه مفیدیان
خانه مفیدیان مربوط به اواخر دوره قاجار است و در گرگان، خیابان سر خواجه (باغ پلنگ)، کوچه مفیدیان واقع شده و این اثر در تاریخ ۲۵ اسفند ۱۳۸۰ با شمارهٔ ثبت ۵۴۲۳ به‌عنوان یکی از آثار ملی ایران به ثبت رسیده است.